# أربيان فيتشتاين
أربيان فيتشتاين (الاسم العلمي: Anthemis wettsteiniana) هو نوع نباتي يتبع جنس الأربيان من الفصيلة النجمية.

## الموئل والانتشار
في بلاد الشام.